# Curetis pseudoinsularis
Curetis pseudoinsularis är en fjärilsart som beskrevs av Hans Fruhstorfer 1908. Curetis pseudoinsularis ingår i släktet Curetis och familjen juvelvingar. Inga underarter finns listade i Catalogue of Life.